# Uhrenindustriemuseum Villingen-Schwenningen

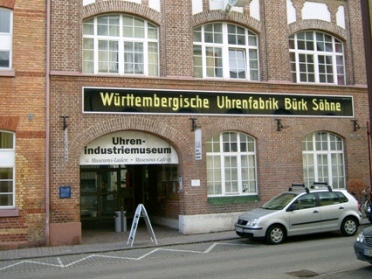
Uhrenindustriemuseum an der Bürkstraße 39 in Schwenningen

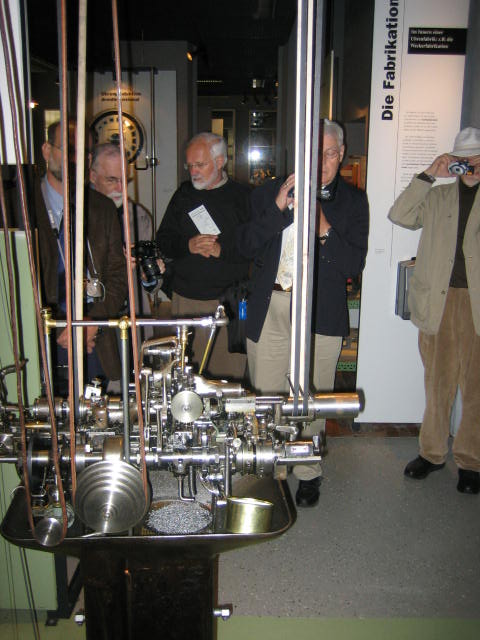
Drehautomaten stellen Kleinteile für Uhren her

Das Uhrenindustriemuseum befindet sich im Stadtbezirk Schwenningen der baden-württembergischen Stadt Villingen-Schwenningen in Deutschland.
Es wurde 1994 in den Räumen der ehemaligen Württembergischen Uhrenfabrik Bürk gegründet. In Vorführungen und Sonderausstellungen werden seither Wecker, wie sie in den 1920er Jahren in Schwenningen hergestellt wurden, auf alten, restaurierten Maschinen von ehrenamtlichen Mitarbeitern des Museums gefertigt.
Das lebendige Uhrenindustriemuseum wurde angesichts zunehmender Meldungen über Uhrenfabrik-Pleiten seit 1989 aufgebaut. Ziel war es, ein Museum zu gründen, in dem sowohl die Lebensumstände der einfachen Menschen in der Uhrenindustrie als auch die industrielle Fertigung eines Weckers gezeigt werden sollten.
Das Museum befasst sich primär nicht mit Uhren an sich, sondern mit der industriellen Herstellung von Uhrwerken. Diese Industrie war im späten 18. und frühen 19. Jahrhundert die wirtschaftliche Grundlage Schwenningens, das sich „größte Uhrenstadt der Welt“ nannte. Die betriebsbereiten Maschinen sind der Kern und die Hauptattraktion des Museums. Daneben wird auch eine Reihe von Uhren aus Schwenningens Uhrenfabriken gezeigt.
2003 erhielt das Museum den Luigi Micheletti Award des European Museum Council für das beste technische Museum Europas.